# Error de pilotatge
Un error de pilotatge és el concepte utilitzat per indicar la causa d'un incident aeri en el qual el pilot és considerat el principal o parcial responsable. Pot tractar-se d'una equivocació, una valoració incorrecta o una falta d'atenció per un aviador durant l'exercici de les seves funcions.
En general, en un incident causat per un error de pilotatge, el pilot comet l'error sense voler. Tanmateix, la falta d'atenció a un procediment operatiu estàndard o un senyal d'alarma sempre es considera un error de pilotatge, sense perjudici de les conseqüències penals que puguin tenir aquestes accions.
Els operadors aeris (aerolínies o els mateixos propietaris dels avions) no solen ser considerats responsables d'un incident provocat principalment per una fallada mecànica de l'aeronau, tret que es demostri que la fallada és deguda a un error de pilotatge.
El pilot pot ser considerat responsable d'un error també en condicions meteorològiques adverses si l'organisme encarregat de la investigació conclou que no ha exercit la diligència necessària. La responsabilitat per l'incident en un cas com aquest depèn de si el pilot podia preveure raonablement el perill i no ha pres les mesures necessàries per evitar el problema potencial causat pel mal temps. Volar en un huracà per motius diferents dels objectius legítims de recerca es consideraria un error de pilotatge, mentre que volar en una microràfega no seria considerat un error de pilotatge si no hagués pogut anticipar-lo o no hagués tingut temps de comprendre el perill i reaccionar en conseqüència. Alguns fenòmens atmosfèrics, com ara la turbulència atmosfèrica o els núvols lenticulars, costen d'evitar, especialment si l'aeronau en qüestió és la primera a trobar-se amb el fenomen en un lloc i un moment determinats.
Un dels episodis més famosos de catàstrofe aèria atribuïts a un error de pilotatge fou l'estavellament del vol 401 d'Eastern Air Lines el 29 de desembre del 1972 prop de Miami (Estats Units). El pilot, el copilot i l'enginyer de vol estaven tan pendents d'una alarma que indicava un problema amb el tren d'aterratge que no s'adonaren que un tripulant havia premut sense voler el botó del pilot automàtic, amb el resultat que el tipus de vol havia canviat de lineal a descendent. Ningú no s'adonà que l'avió anava perdent altitud fins que s'estavellà contra el terreny als Everglades en un impacte que provocà la mort de 101 de les 176 persones a bord.
El posterior informe de la Junta Nacional de Seguretat en el Transport (NTSB) culpà la tripulació de no haver fet un seguiment correcte dels instruments de vol. Sovint es fa servir aquest incident com a cas d'estudi en els cursos de preparació de tripulants i controladors aeris.
Imputar un incident aeri a un error de pilotatge sovint provoca controvèrsia. Per exemple, l'NTSB conclogué que l'estavellament del vol 587 d'American Airlines s'havia degut a una fallada del timó causada per "un ús inútil i excessiu del pedal del timó" pel copilot, que era qui tenia el control de l'avió en el moment de l'incident. Els advocats del copilot, que morí en l'estavellament, arguïren que els pilots d'American Airlines "no havien rebut la formació adequada sobre l'ús excessiu del pedal del timó". A més a més, els advocats digueren que el trencament del timó fou degut a un defecte de disseny de l'Airbus A300 i que les accions del copilot no haurien hagut de causar el trencament del timó, amb la posterior caiguda de l'avió i la mort de 265 persones.
L'estavellament del vol 593 d'Aeroflot el 1994 fou un desastre aeri provocat indirectament per un error de pilotatge: el comandant feu seure als comandaments el seu fill adolescent, que amb una maniobra excessiva desactivà el pilot automàtic i, en última instància, provocà l'impacte de l'Airbus A310 amb el sòl i la mort de tota la gent que hi viatjava. També en aquest cas, el control aeri per una persona no qualificada en el sector es pot considerar error de pilotatge.
Durant el 2004, als Estats Units, l'error de pilotatge fou considerat la causa primària del 78,6% dels incidents mortals de l'aviació general i el 75,5% dels incidents de tot tipus d'aviació. En els vols de línia, l'error de pilotatge és la causa d'una mica més de la meitat dels incidents de causa coneguda arreu del món.